# Lenguaje de las flores

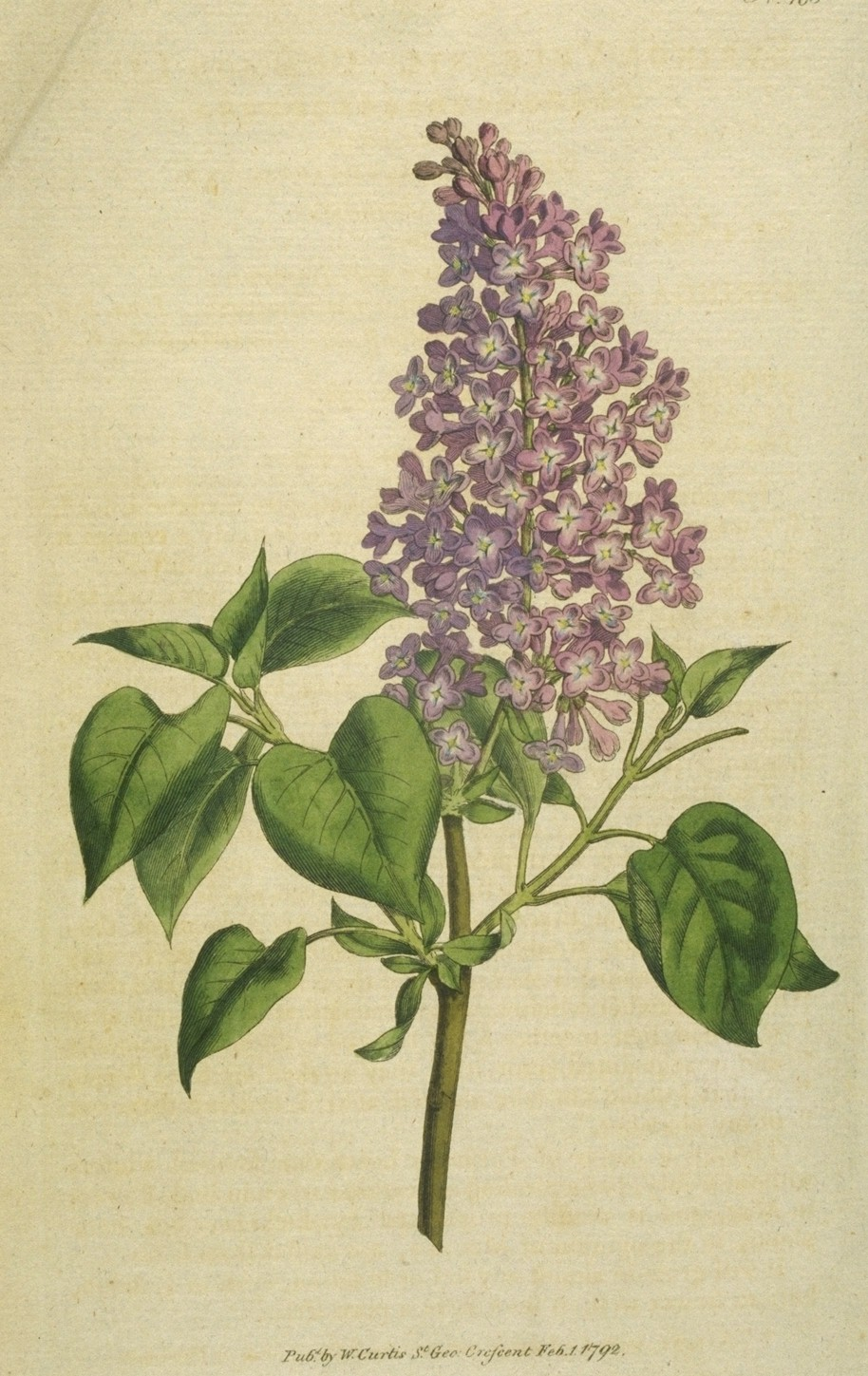
Syringa purpúrea, simbolizando las "primeras emociones del amor", en el lenguaje de las flores.

El Lenguaje de las flores, a veces llamado floriografía, fue un medio de comunicación criptológico en la época victoriana, en donde mediante el uso o arreglo de flores se enviaban mensajes codificados, sirviendo a sujetos para expresar sentimientos que de otro modo no se podían comunicar, debido a la moral imperante. Esta simbología está presente en muchas culturas esparcidas por el mundo; así, por ejemplo, el lenguaje floral de Japón se llama Hanakotoba.
Se ha atribuido significado a las flores durante miles de años, y se ha practicado alguna forma de floriografía en las culturas tradicionales de Europa, Asia y África. Las plantas y las flores se usan como símbolos en la Biblia hebrea, particularmente del amor y los amantes en el Cantar de los Cantares, como un emblema para el pueblo israelita, y para el Mesías venidero. William Shakespeare atribuyó significados emblemáticos a las flores, especialmente en Hamlet. En el Romanticismo, este recurso de "hacer hablar a las flores" era un secreto que las madres legaban a sus hijas, para, a través de las flores, comunicar numerosos sentimientos: vida, belleza, desánimo, muerte, soledad y amor. El rey Carlos II de Inglaterra trajo dicho arte recopilando fuentes desde Suecia a Persia, en el siglo XVII.
El interés por la floriografía se disparó en la Inglaterra victoriana y en los Estados Unidos durante el siglo XVIII. Se utilizaron obsequios de flores, plantas y arreglos florales específicos para enviar un mensaje codificado al destinatario, lo que le permitió al remitente expresar sentimientos que no se podían expresar en voz alta en la sociedad victoriana. Armados con diccionarios florales, los victorianos a menudo intercambiaban pequeños "ramos parlantes", llamados ramilletes o tussie-mussies, que podían usarse o llevarse como accesorio de moda. : 25, 40–44 
Los significados de tal lenguaje se han olvidado actualmente, pero rosas rojas aún implican apasionamiento, amor romántico; rosas rosadas una afectación menor; rosas blancas sugieren virtud y castidad; rosas amarillas es amistad o devoción. Mientras ya no existe la exacta traducción de los sentimientos victorianos, las flores aún transmiten y llevan significados. 
Otros significados comúnmente conocidos son para el girasol (maravilla), puede querer decir tanto altivez o respeto, y fueron las flores favoritas de Santa Julia Billiart por esta razón. El iris, por su parte, fue nombrada como mensajera de los dioses en la mitología griega, y aún representa un mensaje que se envía. La gerbera es inocencia o pureza. La Viola tricolor expresa pensamientos, un Narcissus recuerdos, y un ramo de Hedera fidelidad.

## Historia

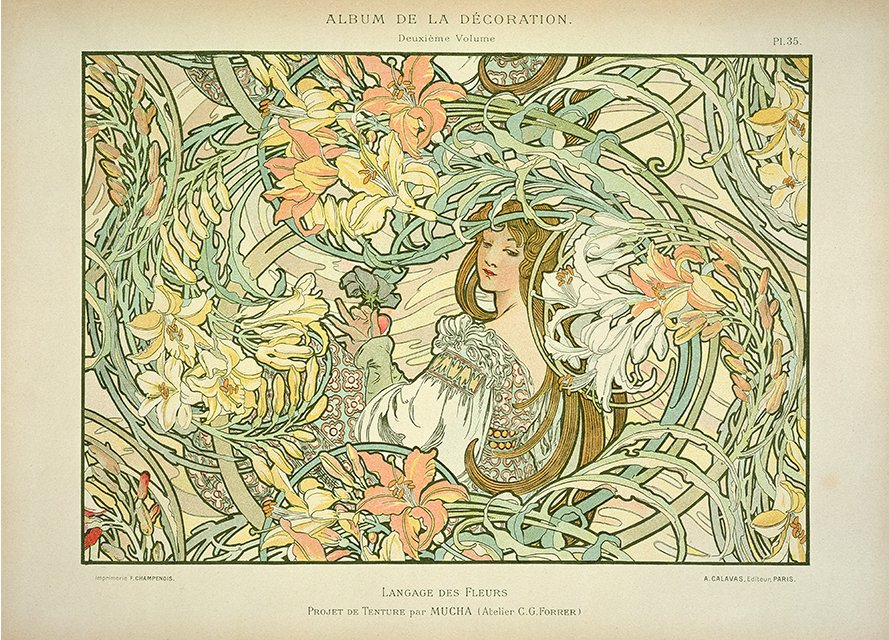
Langage des Fleurs (Lenguaje de las flores), litografía en color de Alphonse Mucha (1900)

Según Jayne Alcock, supervisora de terrenos y jardines en The Walled Gardens of Cannington, el renovado interés de la época victoriana por el lenguaje de las flores tiene sus raíces en la Turquía otomana, específicamente en la corte de Constantinopla y en la obsesión que tenía con los tulipanes durante la primera mitad del siglo XVIII. Durante la época victoriana, el uso de las flores como medio de comunicación encubierto coincidió con un creciente interés por la botánica. La moda de la floriografía fue introducida en Europa por la inglesa Mary Wortley Montagu (1689-1762) esposa del embajador inglés en Constantinopla, tras su estancia en la capital turca en los años 1716-1718, quien la llevó a Inglaterra en 1717, en sus cartas desde Estambul,  publicadas en 1763,, poco después de su muerte, que la hizo famosa, en estas se refirió a la costumbre -llamada selam- de atribuir significados simbólicos a todo tipo de objetos, y en particular a flores, frutas y plantas y Aubry de La Mottraye (1674-1743), quien la presentó a la corte sueca en 1727. Dictionnaire du language des fleurs de Joseph Hammer-Purgstall (1809) parece ser la primera lista publicada que asocia flores con definiciones simbólicas, mientras que el primer diccionario de floriografía aparece en 1819 cuando Louise Cortambert, escribiendo bajo el seudónimo de Madame Charlotte de la Tour, escribió Le langage des Fleurs.
En ese momento, los amantes jóvenes en particular no podían decir lo que pensaban públicamente, y no podían expresar claramente verbalmente afecto y disgusto. Por lo tanto, el lenguaje de las flores se convirtió en un importante medio de comunicación no verbal.

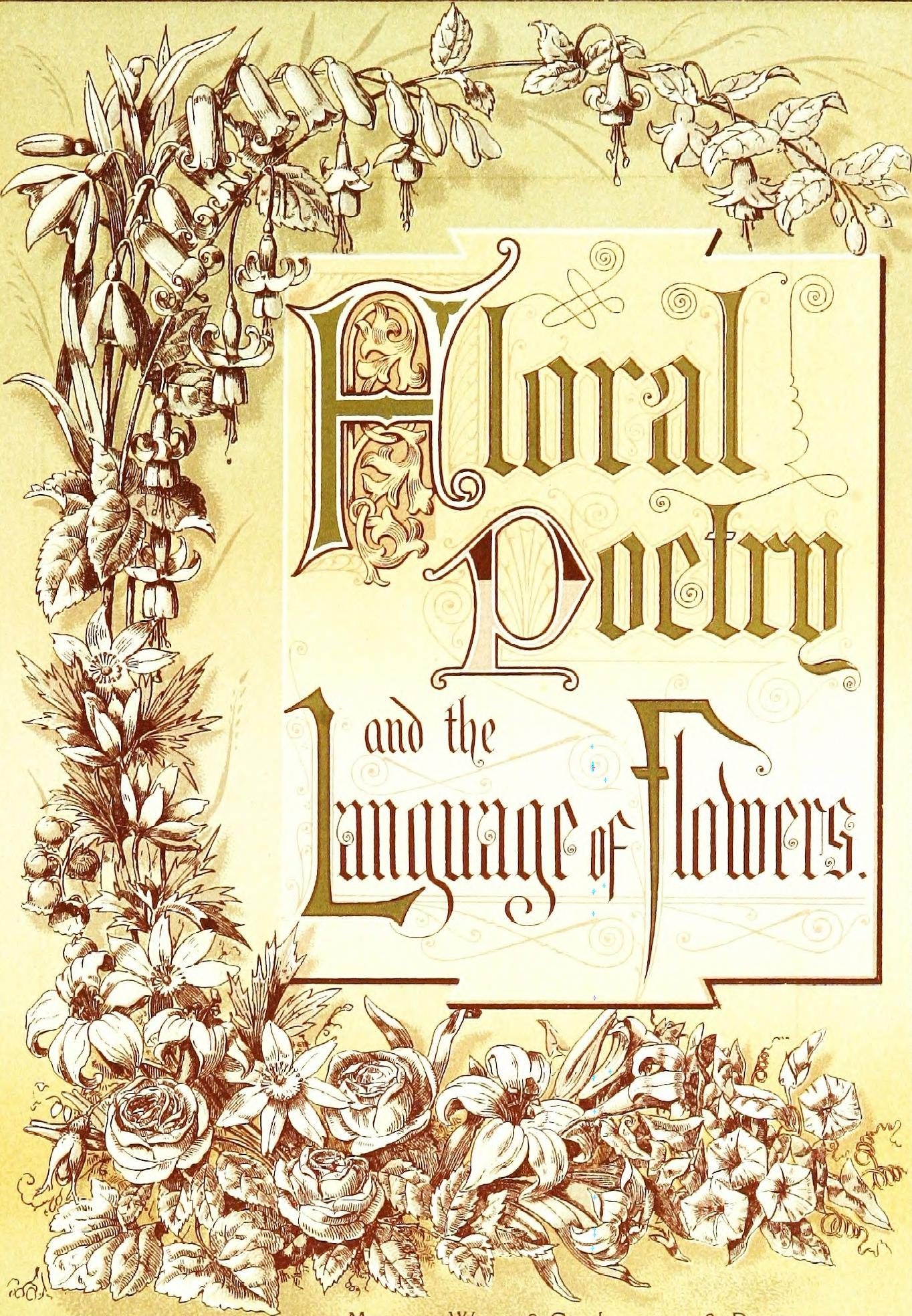
Ilustración de Floral Poetry and the Language of Flowers (1877)

Robert Tyas fue un popular escritor, editor y clérigo británico sobre flores, que vivió entre 1811 y 1879; su libro, The Sentiment of Flowers; o, Language of Flora, publicado por primera vez en 1836 y reimpreso por varias editoriales al menos hasta 1880, fue anunciado como una versión en inglés del libro de Charlotte de la Tour.
En Europa siguieron varios libros y diccionarios dedicados al tema, como l' Abécédaire de flore, ou language des fleurs, publicado en París en 1811, Flowers: their Use and Beauty, in Language and Sentiment, publicado en Londres en 1818 o Le Language des Fleurs, publicado en París en 1819 bajo el nombre de Charlotte de Latour, seudónimo, al parecer, de Louise Cortambert, esposa del geógrafo y bibliotecario parisino François Eugène. Fue un libro particularmente exitoso, que pasó por varias ediciones, enriquecido con litografías tomadas de los diseños florales de Pancrace Bessa.

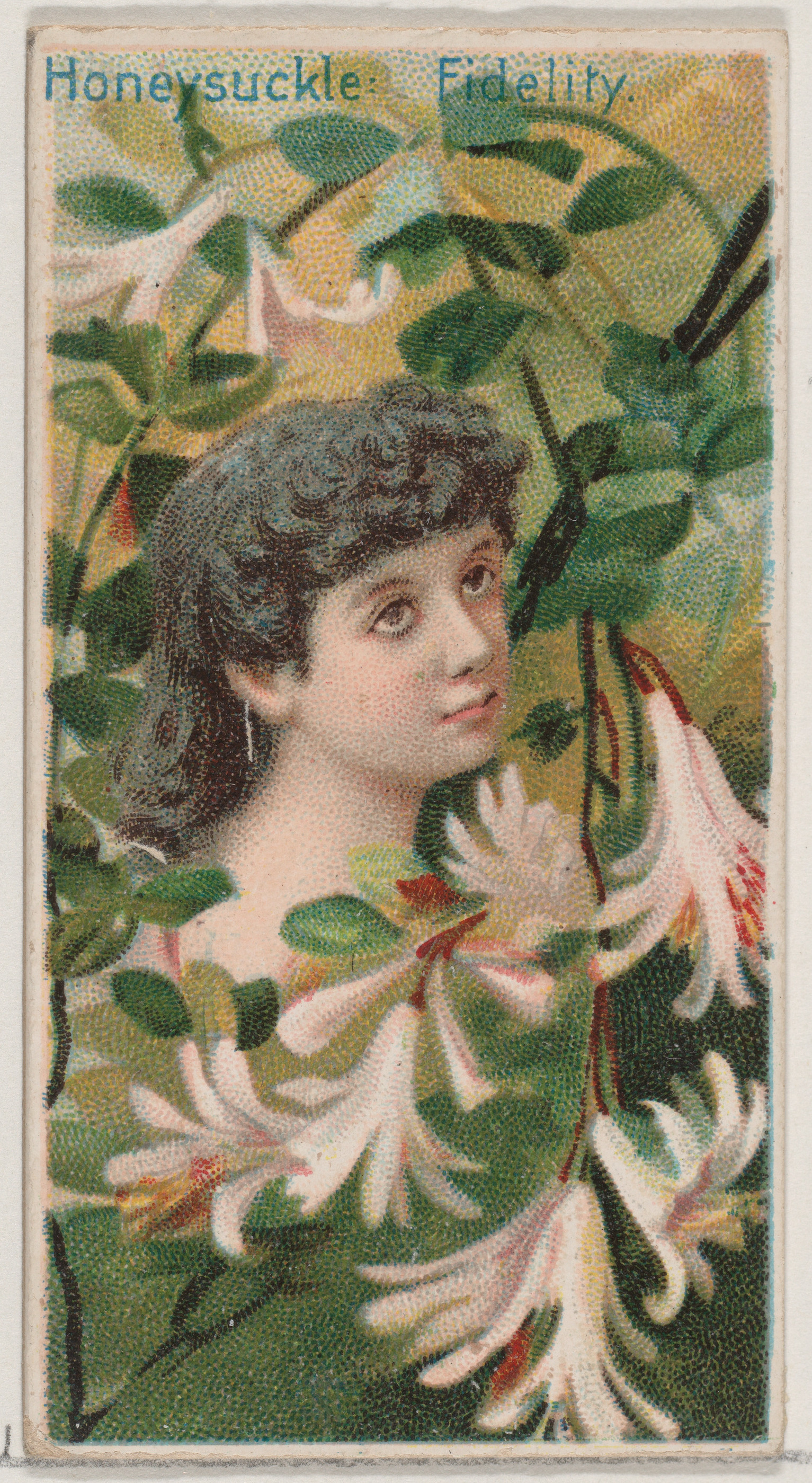
"Madreselva - fidelidad", de la serie Floral Beauties and Language of Flowers para los cigarrillos de la marca estadounidense Duke (1892)

En los Estados Unidos, la primera aparición del lenguaje de las flores impresas fue en los escritos de Constantine Samuel Rafinesque, un naturalista franco-estadounidense, quien escribió artículos continuos bajo el título "La escuela de la flora", desde 1827 hasta 1828. en el Saturday Evening Post semanal y en el Casket mensual; o Flores de literatura, ingenio y sentimiento. Estas piezas contenían los nombres botánico, inglés y francés de la planta, una descripción de la planta, una explicación de sus nombres en latín y el significado emblemático de la flor. Sin embargo, los primeros libros sobre floriografía fueron Flora's Dictionary de Elizabeth Wirt y The Garland of Flora de Dorothea Dix, ambos publicados en 1829, aunque el libro de Wirt había sido publicado en una edición no autorizada en 1828.
En 1830 se publicó en San Petersburgo el libro "Selam, o el lenguaje de las flores" del poeta ruso D.P. Oznobishin, donde se describían unos 400 significados de las plantas. Básicamente, los símbolos y significados de los colores mostraban asociaciones generalmente aceptadas, a menudo descabelladas y ficticias. El libro fue muy popular entre los jóvenes. Oznobishin también introdujo el juego de los forfeits, conocido hoy y que comienza con las palabras "Yo nací jardinero...".
Durante su apogeo en los Estados Unidos, el lenguaje de las flores atrajo la atención de escritores y editores populares. Sarah Josepha Hale, editora durante mucho tiempo de Ladies' Magazine y coeditora de Godey's Lady's Book, editó Flora's Interpreter en 1832; continuó imprimiéndose hasta la década de 1860. Catharine H. Waterman Esling escribió un largo poema titulado "El lenguaje de las flores", que apareció por primera vez en 1839 en su propio libro sobre el lenguaje de las flores, Flora's Lexicon; continuó imprimiéndose hasta la década de 1860. Lucy Hooper, editora, novelista, poeta y dramaturga, incluyó varios de sus poemas de flores en The Lady's Book of Flowers and Poetry, publicado por primera vez en 1841. Frances Sargent Osgood, poeta y amiga de Edgar Allan Poe, publicó por primera vez The Poetry of Flowers y Flowers of Poetry en 1841, y continuó imprimiéndose hasta la década de 1860.
Edith Nesbit hizo muy popular el "lenguaje de las flores" con su libro infantil The Wonderful Garden en 1911.

## Simbolismo de los colores de las rosas

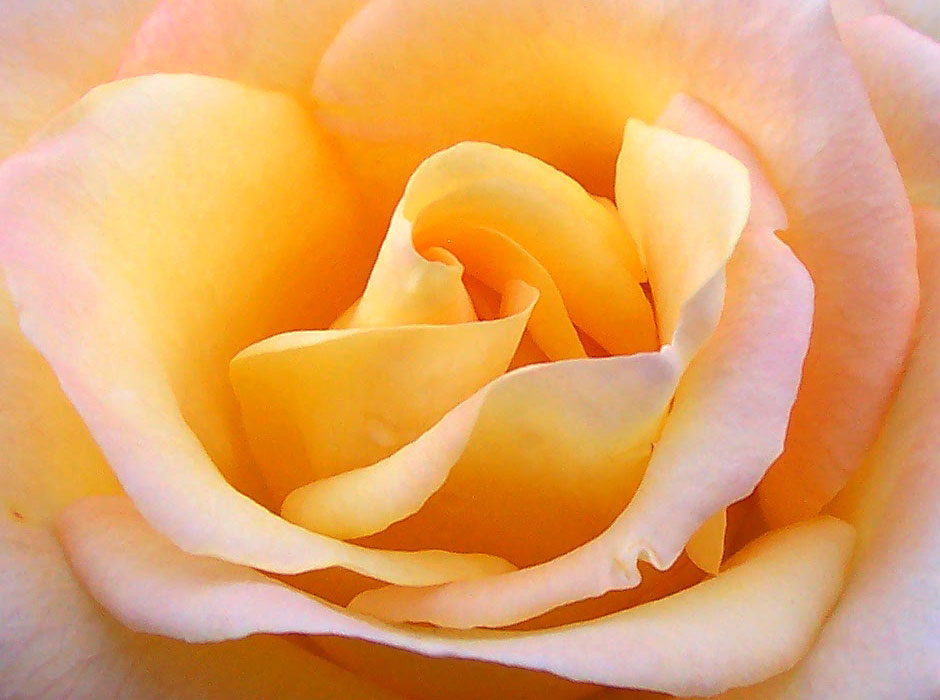
Rosa amarilla: simbolizando amor agonizante.

La atribución de un significado simbólico a flores y plantas se remonta a la antigüedad y en la Edad Media y el Renacimiento a menudo se atribuían significados morales a las flores. casi todas las flores tenían múltiples asociaciones, enumeradas en los cientos de diccionarios florales, pero ha surgido un consenso sobre el significado de las flores comunes. A menudo, las definiciones se derivan de la apariencia o el comportamiento de la planta misma. Por ejemplo, la mimosa, o planta sensitiva, representa la castidad. Esto se debe a que las hojas de la mimosa se cierran por la noche o al tocarlas. Asimismo, la rosa de color rojo intenso y sus espinas se han utilizado para simbolizar tanto la sangre de Cristo como la intensidad del amor romántico, mientras que se cree que los cinco pétalos de la rosa ilustran las cinco heridas de la crucifixión de Cristo. Las rosas rosadas implican un afecto menor, las rosas blancas sugieren virtud y castidad, y las rosas amarillas representan amistad o devoción. La rosa negra (en la naturaleza, un tono muy oscuro de rojo, púrpura o granate, o puede teñirse) puede asociarse con la muerte y la oscuridad debido a las connotaciones tradicionales (occidentales) del tono.

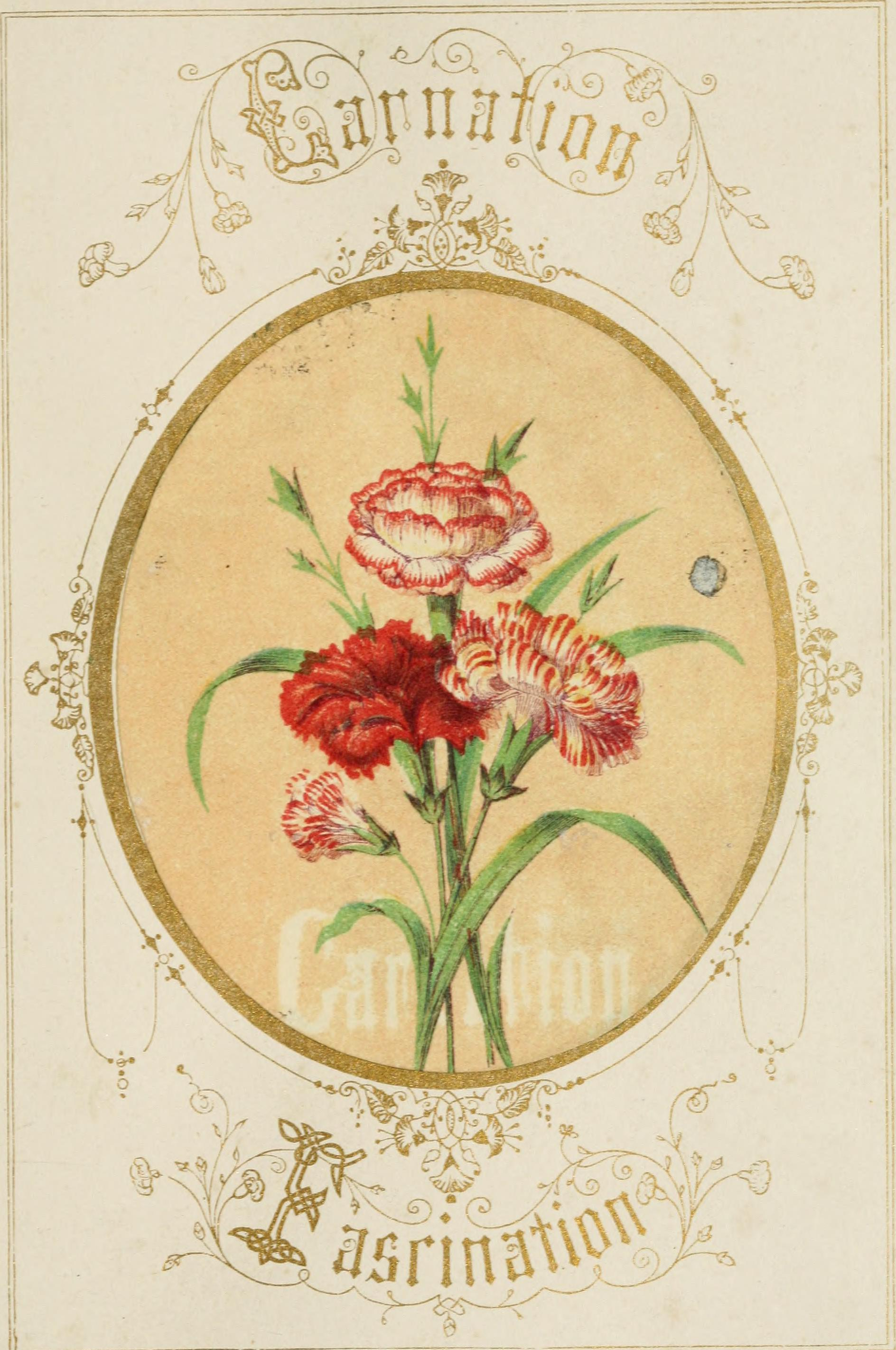
Clavel: simbolizando la fascinación, The Language of flowers - an alphabet of floral emblems (1857)

Sin embargo, fue en el siglo XIX cuando el interés por el lenguaje de las flores tomó su mayor desarrollo, ligado a la comunicación de los sentimientos, tanto que una editorial especializada en la impresión de libros de flores, elegantemente ilustrados con grabados y litografías, desparramar.
"Una mujer también tenía que ser bastante precisa sobre dónde llevaba las flores. Digamos, por ejemplo, que un pretendiente le había enviado un tussie-mussie ( a.k.a. ramillete). Si se lo clavaba en el 'escote del pecho', serían malas noticias para él, ya que eso significaba amistad. Ah, pero si se lo puso sobre el corazón, 'Esa fue una declaración de amor inequívoca'".
Además, el mensaje cambiaba en función de si la flor está abierta o en botón y la posición en la que se ofrecía. De esta forma, una flor, que por regla general, expresaría todo el amor de una persona hacia otra, si se entregaba con el tallo hacia arriba significa puñalada por la espalda. Por todo ello, las flores no se podían regalar a la ligera, ya que era necesario considerar tres aspectos: lo que representaba cada una, qué es lo que se quería comunicar y cuál es la flor preferida de la persona a la que se le iba a regalar. Asimismo, al momento de comprar flores, se debía tener muy en cuenta su color, ya que los colores provocarían ciertas actitudes y emociones que afectarían a lo más profundo de la psique humana.
La forma en que se sostenían las flores también determinaba el mensaje: si las flores apuntaban hacia abajo, por ejemplo, el significado de las flores se invertía. En la era victoriana, también era costumbre que los hombres obsequiaran a las damas con un boutonniere cuando las invitaban a un baile. También se le dio significado a la forma y el lugar donde las damas clavaron el ramo. El ramo sobre el corazón expresaba afecto recíproco, mientras que la decoración floral en el cabello era un rechazo no verbal.
Pero no sólo era importante la flor en sí, sino que, también se debía tener en cuenta el cómo se presentaba este obsequio. Así, si se regalaba un ramo de flores en el que el lazo que une las flores iba a la izquierda significa que los sentimientos expresados se refieren al remitente, mientras que si iba a la derecha, se refieren al destinatario.
Autores posteriores inspirados en esta tradición crearon listas que asocian una flor de cumpleaños con cada día del año.

### El lenguaje de los colores
Durante muchos años, la gente trató de resolver el misterio del simbolismo de las flores estudiando los mitos y leyendas sobre ellas. Como regla general, las flores están asociadas con ciertas cualidades humanas. Dependiendo de la cultura de cada persona o del sitio en el que se viva, el significado de los colores de las flores puede variar.
- Azul: misterio, obtención de un imposible, libertad y franqueza.
- Borgoña: belleza
- Coral o Naranja: deseo, pasión
- Rosa subido: gratitud
- Lavanda (violeta): amor a primera vista
- Rosa suave: admiración, simpatía, felicidad perfecta
- Rosa: gracia
- Rojo: amor, pasión, un agradecimiento, felicitación
- Blanco: inocencia, pureza, secretos, reverencia y humildad; las novias para sus bodas llevan en sus ramos este color de rosas porque eso significa que su unión será para toda la vida.
- Amarillo: amistad, amor agonizante o amor platónico. En países germano-parlantes: celos, infidelidad.
- Negro: odio, muerte o desesperación. En el cine y el arte simbolizan sentimientos de misterio, peligro, o algún tipo de emoción más oscura como la tristeza o el amor obsesivo.

### Combinaciones de colores
- Rojo y blanco: unidad (a veces también expresa duelo, por eso se mezclan estos dos colores en los ramos fúnebres, también puede significar un deseo carnal.)
- Rojo y amarillo: juego, felicidad, excitación

## En la literatura

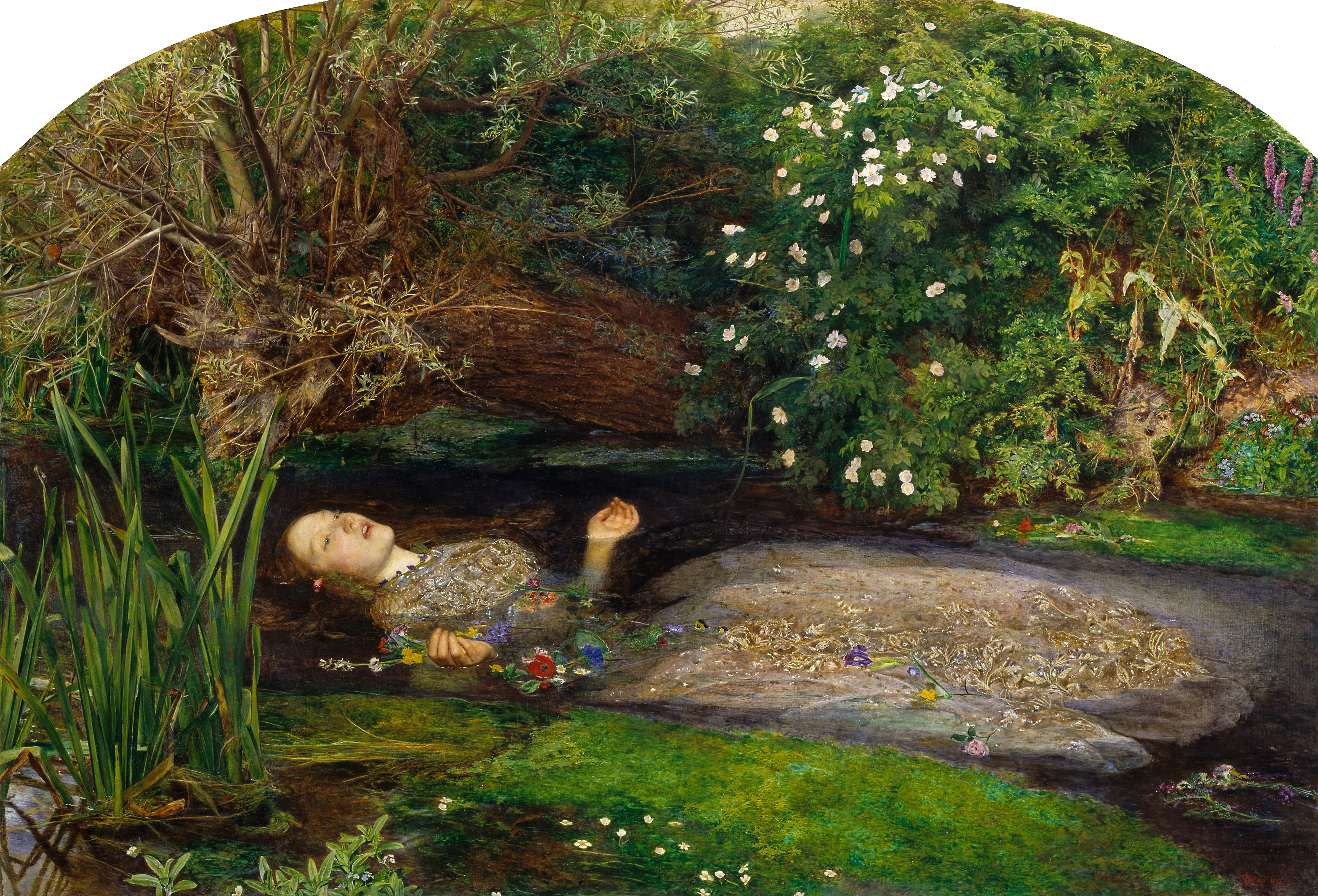
Ofelia, 1852, de John Everett Millais. Esta pintura influyó en la imagen de la película Hamlet de Kenneth Branagh.

William Shakespeare, Jane Austen, Charlotte y Emily Brontë, y la novelista infantil Frances Hodgson Burnett, entre otros, utilizaron el lenguaje de las flores en sus escritos.
Shakespeare usó la palabra "flor" más de 100 veces en sus obras y sonetos. En Hamlet, Ofelia menciona los significados simbólicos de las flores y las hierbas mientras se las da a otros personajes en el Acto 4, Escena 5: pensamientos, romero, hinojo, lirios, aguileña, ruda y margarita. Lamenta no tener violetas, dice, "... pero se secaron todas cuando murió mi padre". En Cuento de invierno, la princesa Perdita desea tener violetas, narcisos y prímulas para hacer guirnaldas para sus amigos. En Sueño de una noche de verano, Oberón habla con su mensajero Puck en medio de una escena de flores silvestres.
En la novela de 1997 de JK Rowling, Harry Potter y la piedra filosofal, el profesor Severus Snape usa el lenguaje de las flores para expresar arrepentimiento y luto por la muerte de Lily Potter, su amiga de la infancia y madre de Harry Potter, según Pottermore.
Las flores se utilizan a menudo como símbolo de la feminidad. El cuento de John Steinbeck Los crisantemos se centra en los floretes amarillos, que a menudo se asocian con el optimismo y el amor perdido. Cuando la protagonista, Elisa, encuentra sus queridos crisantemos tirados en el suelo, su afición y su feminidad se han arruinado; esto basta para los temas de apreciación perdida y feminidad en la obra de Steinbeck.

## En el arte

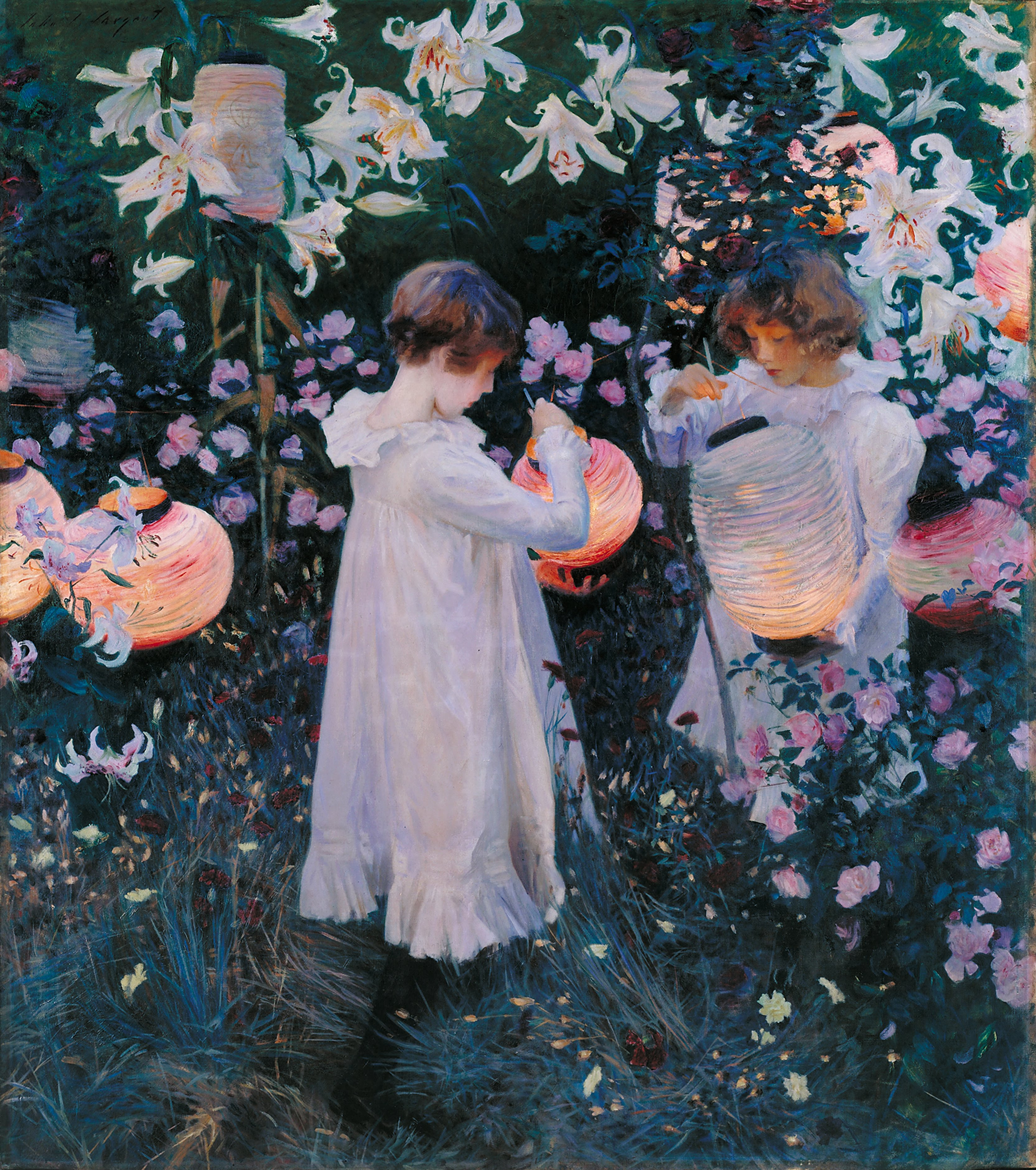
Carnation, Lily, Lily, Rose (1885–86), Tate Britain, Londres

Varias iglesias anglicanas en Inglaterra tienen pinturas, esculturas o vidrieras del crucifijo del lirio, que representan a Cristo crucificado o sosteniendo un lirio. Un ejemplo es una ventana en la iglesia de la capilla Clopton Chantr en Long Melford, Suffolk, Inglaterra, Reino Unido.

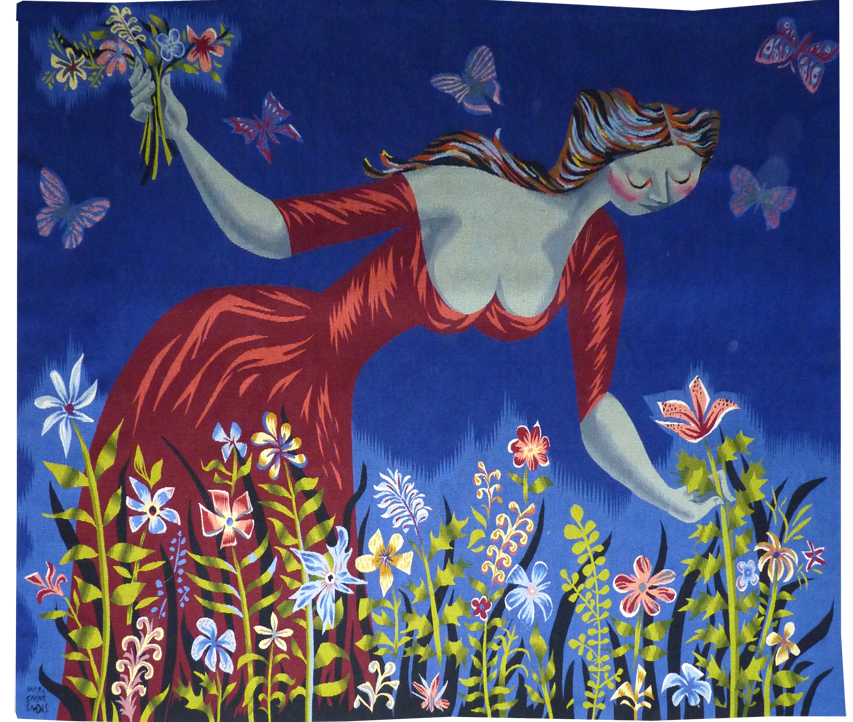
Le Bouquet, 1951, de Marc Saint-Saëns, se encuentra entre los mejores y más representativos tapices franceses de los años cincuenta. Es un homenaje a la predilección de Saint-Saëns por las escenas de la naturaleza y la vida rústica.

Los prerrafaelitas victorianos, un grupo de pintores y poetas del siglo XIX que buscaban revivir el arte más puro del período medieval tardío, capturaron románticamente las nociones clásicas de belleza. Estos artistas son conocidos por su representación idealista de la mujer, su énfasis en la naturaleza y la moralidad, y el uso de la literatura y la mitología. Las flores cargadas de simbolismo ocupan un lugar destacado en gran parte de su obra. John Everett Millais, uno de los fundadores de la hermandad prerrafaelita, utilizó aceites para crear piezas llenas de elementos naturalistas y ricas en floriografía. Su pintura Ofelia (1852) representa al observador de estrellas ahogado de Shakespeare flotando entre las flores que describe en el Acto IV, Escena V de Hamlet. El artista eduardiano John Singer Sargent pasó mucho tiempo pintando al aire libre en la campiña inglesa, utilizando con frecuencia el simbolismo floral. El primer gran éxito de Sargent llegó en 1887, con Carnation, Lily, Lily, Rose, una gran pieza pintada en el lugar al estilo plein air, de dos niñas encendiendo faroles en un jardín inglés.
La artista contemporánea Whitney Lynn creó un proyecto de sitio específico para el Aeropuerto Internacional de San Diego empleando floriografía, utilizando la capacidad de las flores para comunicar mensajes que de otro modo serían restringidos o difíciles de expresar en voz alta. Lynn creó previamente una obra, Memorial Bouquet, utilizando simbolismo floral para la Galería de la Comisión de Artes de San Francisco. Basado en la pintura de bodegones de la Edad de Oro holandesa, las flores en el arreglo representan países que han sido sitios de operaciones militares y conflictos de Estados Unidos.

## Galería de libros
- Introducción al conocimiento de las plantas..., las propiedades según la práctica de los doctores más sabios, de Hugues Gauthier, 1760
- La voz de las flores: comprender el origen de los emblemas dados a las plantas.., de Clarisse Juranville, 1800
- El lenguaje de las flores, de Charlotte de La Tour, 1800
- Libro del alfabeto de la flora o Lenguaje de las flores, de B. Delachénaye, 1811
- Lenguaje de la flora, o Nueva forma de comunicar los propios pensamientos, sin verse, sin hablarse, sin escribirse, de Jean-Pierre Troncin, 1821
- Lenguaje de las flores o historias morales, de H. Duru, 1830
- Las flores emblemáticas... que contienen el lenguaje alegórico de las flores..., de L. Leneveux, 1832
- El lenguaje de las flores, de Louis-Aimé Martin, 1832
- Flore des dames, o Nuevo lenguaje de las flores, de Hippolyte Hostein, 1840
- Flora de las damas: nuevo lenguaje de las flores, de Albert Jacquemart, 1841
- Las flores animadas, de Taxile Delord, Alphonse Karr y Granville, 1847
- Flores naturales... seguido del lenguaje de las flores, de Jules Lachaume, 1847
- Nuevo lenguaje de flores..., de Pierre Zaccone, 1853
- Tratado sobre el lenguaje simbólico, emblemático y religioso de las flores, de Abbé Casimir Magnat, 1855
- El lenguaje de las flores, de Charles de La Tour, 1856
- Atlas manual de botánica... caracteres, usos, orígenes, distribución geográfica, de Joseph Deniker y Julio Mario Santo Domingo, 1886
- Flora popular, o Historia natural de las plantas en su relación con la lingüística y el folclore..., de Eugène Rolland y Henri Gaidoz, 1896